# Umělé vědomí
Umělé vědomí, nebo také strojové vědomí, se zabývá otázkou, jak dosáhnout uměle vytvořených systémů, které budou vykazovat vědomí. Obor jako takový má za úkol zjistit, jak vědomí funguje na fyzikální a chemické úrovni. Snaží se vědomí kvantifikovat, aby ho pak následně bylo možné převést do strojové podoby a vytvořit umělé vědomí. Jinak řečeno: „umělé vědomí odkazuje na pokusy lidí, kteří navrhují a analyzují informační stroje, o aplikaci jejich metod na různé způsoby chápání vědomí a na prozkoumání možných rolí vědomí ve vztahu k informační strojům.“

## Historie
Zmínky o strojích či člověkem vytvořených objektech, které vykazují lidské chování, lze nalézt už v dávné historii. Prvními jsou pravděpodobně Pygmalionova Galateia z řeckých bájí či pozdější Golem ze středověkých židovských legend. Nicméně první úvahu, zda by stroje mohly být jako člověk, si položil v 17. století René Descartes, francouzský filosof a matematik. Ve své práci Rozprava o metodě naznačuje, že vytvořený stroj s podobou člověka, jehož úkolem by bylo člověka co nejvíce napodobit, by nebyl schopný mluvit a pochopit význam slov, tak jako to dokážou lidé. Druhým předpokladem, daným omezením tehdejší doby, byla neuniverzálnost stroje.
Další zmínka o samotné možnosti vytvoření stroje s vědomím je připisována Adě Kingové. Anglická matematička a spisovatelka z první poloviny devatenáctého století, která vešla ve známost svým příspěvkem k prvnímu mechanickému výpočetnímu stroji zvanému Analytical Engine, se ve svých zápiscích vyjadřuje k tomuto navrženému výpočetnímu stroji. Domnívá se, že takový stroj nebude schopný myšlení sám o sobě, ale bude schopný pouze řešit výpočty a jemu zadané úkoly, ale nebude schopný samostatné analýzy.
Zřejmě největším přínosem této problematice byl britský matematik, kryptograf Alan Turing. Ve své eseji Computing machine and inteligence zmiňuje, že i samotná otázka, zda mohou stroje myslet, není vhodná. A proto roku 1950 navrhl tzv. Turingův test. Panovaly zde ale pochyby o průkaznosti takového testu, protože dle Davida Chalmerse by tímto testem prošla i takzvaná filosofická zombie.
Do první poloviny dvacátého století nebyla nauka o vědomí považována za něco vědeckého. V posledních několika desetiletích se tento obor stal plnohodnotným a je mu věnována vědecká pozornost.[kdy?] Ještě v polovině 20. století byl pojem vědomí považován za něco filosofického, co není pro vědce zajímavé. Všeobecně panovalo přesvědčení, že vědomí jako takové nelze studovat vědeckými metodami. I v dnešní době se nicméně jedná o delikátní téma, kdy většina význačných vědců volí velmi opatrný přístup, aby snad neřekli něco, čeho se novináři chytnou, a nepanuje zde všeobecná shoda.

## Pojem vědomí
Ačkoliv lidem není nic bližšího, než samotné vědomí a jeho prožitek, je extrémně těžké vědomí popsat a kvantifikovat. Jedním z problémů, se kterými se obory vědomí potýkají, je to, že v současné době není žádná všeobecně přijímaná definice vědomí. Různí vědci a filosofové mají na tento problém odlišný názor. To samozřejmě přináší problém pro obor strojového vědomí, které staví na pochopení toho, co je to přirozené vědomí. Je ale většinou přijímáno, že lidé jako druh vědomí mají. Nicméně i přesto, ač se to může jevit zvláštní, neznamená to nutně, že lidský druh vědomí opravdu má.

### Materialismus vs. dualismus
Příklady teorií, které se přímo dotýkají vědomí, jsou materialismus a dualismus ve spojení s myslí. Materialistická teorie říká, že mysl jako taková může být exaktně popsána a je fyzikálně možné ji vysvětlit, tedy že i lidské vědomí lze vysvětlit za pomoci biologie a jiných exaktních věd. Mysl v tomto případě není oddělená od těla a vědomí, spolu s duší, jsou jeho součástí. Z těchto důvodů je pak možné popsat mysl, duši nebo vědomí a pochopit jejich podstatu. Dualistická teorie naproti tomu tvrdí, že mysl nemá fyzikální podstatu a nelze ji tudíž kvantifikovat či měřit. S tělem je určitým způsobem propojena a pokud by došlo k zaniknutí těla, nemělo by to vliv na mysl samotnou, ale na její spojení s tělem.

### Může mít stroj vědomí?
Při jednom ze setkání vědců ohledně témat, zda mohou stroje myslet, se účastníci nebyli schopni shodnout ani na definici vědomí a jedinou věc, nad kterou panoval všeobecný souhlas, je ta, že není znám žádný přírodní zákon, který by znemožňoval existenci subjektivních pocitů ve věcech vytvořených lidmi. Toto velmi dobře vystihuje aktuální stav, kdy nelze jednoznačně vyvrátit, že stroje myslet nemohou. Na stranu druhou, nikdo není schopný něco takového ani dokázat.
V současné době panují čtyři názory týkající se vědomí. Za prvé někteří odmítají existenci vědomí a myšlenka jako taková jim přijde absurdní, tudíž počítače mít vědomí nemohou. Druhý názor je, že vědomí je něco, co nelze měřit, a tudíž nemůže být předmětem vědy, protože věda se má zabývat pouze objektivními věcmi. Třetí je, že vědomí lze změřit a definovat, protože se jedná pouze o chemický, biologický či fyzikální průběh. Což by pro strojové vědomí byla ideální varianta, neboť by se něco takového dalo replikovat v laboratorních podmínkách. Posledním pohledem na problematiku je, že vědomí lze kvantifikovat a měřit, ale musí k tomu být využito jiných poznatků, než na kterých je věda postavena, a přistupovat k celé problematice odlišně.
Další přístup je z oboru computationalism. Tato teorie říká, že mozek je pouze biologický počítač, ačkoliv není podobný obvyklým elektronickým počítačům, a tudíž veškeré děje mají fyzikální základ a dají se nasimulovat či vytvořit. Na otázku, zda mohou mít stroje vědomí, panuje více pohledů, ale v tuto chvíli na ni nikdo není schopný jednoznačně odpovědět.

### Vědomí vs inteligence
Je dobré poznamenat, že vědomí a inteligence, tak jak jsou běžně chápány, jsou dva na sobě nezávislé pojmy. Jak bylo vidět na případu filosofických zombie, alespoň teoreticky je možné mít inteligentního tvora bez vědomí. Jejich společným znakem však je to, že ani u inteligence, ani u vědomí neexistuje všeobecně uznávaná definice, ač u inteligence se názory zdaleka neliší tak, jako právě u vědomí.

### Proč si lidé myslí, že mají vědomí?
Velký počet filosofů věří tomu, že prožívání je jedním ze základních kamenů vědomí. Ale též mají za to, že prožití lze posuzovat pouze z pohledu daného tvora nebo stroje, a je tedy čistě subjektivní. Jestliže je ale tomu tak, proč většina lidí bere jako fakt, že ostatní lidé mají vědomí? Nejčastější odpovědí bývá to, že ostatní lidé jim jsou blízcí. Vypadají, přemýšlí a chovají se podobně, jako oni sami. Proto jsou schopni je posuzovat. Otázku subjektivního vědomí rozebírá Thomas Nagel ve své práci Jaké je to býti netopýrem? Zde rozebírá, nakolik je možné určit, co má vědomí a co nikoliv, když je člověk omezen vlastní zkušeností a přemýšlením.

### Lehké a těžké problémy vědomí
Všeobecně je uznávané rozdělení na lehké a těžké problémy. Lehké jsou takové, které lze vysvětlit za pomocí současných vědních metod a znalostí, těžké nikoliv. Pro jejich vyřešení stačí zjistit mechanismus fungování. Pokud by vědomí bylo pouze složkou všech těchto problémů, pak by nebylo problémem vědomí pochopit a definovat, stejně jako je replikovat v laboratorních podmínkách, protože by byly známy veškeré mechanismy, jak vědomí funguje. Těžkým problémem je problém prožívání, kdy při ukládání vstupuje do hry subjektivní stránka věci.

## Metody pro určení vědomí
Dále uvedené metody mohou a nemusí být platné. Měření vědomí je problematické už z toho důvodu, že neexistuje žádná široce přijímaná definice vědomí, tudíž každý test může sledovat jiná kritéria.

### Turingův test
Základním testem, který se používá pro zkoumání, zda je stroj inteligentní a potažmo zda má vědomí, je Turingův test. Jedná se o test navržený britským matematikem, kryptografem a počítačovým vědcem z první poloviny 20. století, Alanem Turingem.
Test obnáší člověka a počítač, kteří spolu komunikují za pomoci textových zpráv. Člověk ale neví, s kým komunikuje. Pokud člověk není schopný rozlišit, zda komunikuje s člověkem nebo počítačem, pak to tedy dle Turingova testu znamená, že počítač testem prošel.
Dále se argumentuje, že pokud je počítač neodlišitelný od člověka, pak by měl mít tedy i vědomí. Ačkoliv Turing sám přemýšlel nad různými problémy, které by mohly vyvstat při tomto testu a snaží se na ně odpovídat, přesto se najde spousta teorií, které výsledky tohoto testu zpochybňují a stále tedy panují pochyby o průkaznosti takového testu. 
Filosofům se většinou nelíbí dokazování, že by stroje mohly být schopny prožívat jen za pomoci slov jako je „zelená“, protože není jisté, že takový stroj chápe význam této barvy. Další námitkou, dle Davida Chalmerse, je to, že by tímto testem prošla i takzvaná filosofická zombie. Jedná se o stvoření, které nemá cit, zkušenost a ani vědomí. Taková bytost není schopna cítit například bolest. Přesto, pokud by ji někdo praštil, je schopna simulovat výsledek bolesti tak, že nebude rozeznatelná od člověka, který bolest cítí; vykřikla by tedy bolestí a nešlo by poznat, zda je bolest předstíraná nebo nikoliv. Taková bytost by nebyla odlišitelná od člověka, ale přesto by neměla vědomí.

### Argument čínského pokoje
Argument čínského pokoje je myšlenkový experiment. Cílem je ukázat, že samotná schopnost smysluplně odpovídat na položené otázky (hlavní princip Turingova testu) není dostatečná pro prokázání schopnosti porozumění.
V tomto problému je člověk uzavřen v pokoji, do kterého jsou mu předávány papírky s čínskými znaky. Dotyčný má instrukce, jak se znaky nakládat, aby to dávalo smysl. Výstup pak předává opět ven. Pro nezaujatého pozorovatele by se tak mohlo zdát, že člověk uvnitř pokoje rozumí čínsky, ač on následuje pouze instrukce a nemá absolutně zdání, jaký obsah mají jím odeslané nebo přijaté zprávy.

### Neckerova krychle

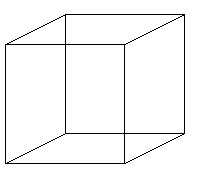
Neckerova krychle

Neckerova krychle je optický klam. Používá se též jako jedno z měřítek, zda má dotyčný vědomí.
Jedná se o jednoduchou dvourozměrnou kresbu krychle bez vizuálních vodítek ohledně její orientace, takže ji lze interpretovat tak, že její přední stranou je buď levý dolní, nebo pravý horní čtverec.
Když je s ní člověk konfrontován a následně má popisovat své pocity, dochází k mísení pocitů, kdy se jednou může zdát, že je krychle orientována jinak, než při dalším pozorování.
Zde ale je možné dostat se do sporu s tím, že ačkoliv například pes může prožívat ty stejné pocity, není to schopen nijak sdělit. Tohoto tématu se opět dotýká Thomas Nagel.